# Hamataliwa tuberculata
Hamataliwa tuberculata là một loài nhện trong họ Oxyopidae.
Loài này thuộc chi Hamataliwa. Hamataliwa tuberculata được Ralph Vary Chamberlin miêu tả năm 1925.